# Acquaviva Platani
Acquaviva Platani ist eine italienische Stadt im Freien Gemeindekonsortium Caltanissetta in der Autonomen Region Sizilien mit 855 Einwohnern (Stand 31. Dezember 2023).

## Lage und Daten
Acquaviva Platani liegt 68 km westlich von Caltanissetta und 3 km vom linken Ufer des Flusses Platani entfernt. Die Einwohner arbeiten hauptsächlich in der Landwirtschaft. Es werden Mandeln, Oliven, Pistazien und Korn produziert.
Die Nachbargemeinden sind Cammarata (AG), Casteltermini (AG), Mussomeli und Sutera.

## Geschichte
Zu arabischer Zeit bestand hier eine kleine Siedlung. Der heutige Ort wurde 1635 von Francesco Spadafora gegründet. Auf Grund des vielen Quellwassers wurde der Ort Acquaviva genannt.

## Sehenswürdigkeiten
Die Kirche del Purgatorio wurde 1914 erbaut und steht in der Nähe des Rathauses. Die Kirche Madonna della Luca stammt aus dem 17. Jahrhundert. Neben der Pfarrkirche steht der Uhrturm, dieser wurde 1894 erbaut.